# Rhithrogena castellana
Rhithrogena castellana is een haft uit de familie Heptageniidae. De wetenschappelijke naam van de soort is voor het eerst geldig gepubliceerd in 1927 door Navás.
De soort komt voor in het Palearctisch gebied.